# Otto Witte (Politiker)
Otto Witte (* 19. März 1884 in Halberstadt; † 19. September 1963 in Wiesbaden) war ein hessischer Politiker (SPD) und Abgeordneter des Reichstags und Präsident des Hessischen Landtags.

## Ausbildung und Beruf
Otto Witte besuchte nach der Volksschule die Gartenbaufachschule und wurde Gärtner. Er bildete sich an der Arbeiterbildungsschule Leipzig, Volkshochschule Frankfurt am Main und Hamburg und der Verwaltungsakademie Hamburg weiter und arbeitete als Gärtner in Charlottenburg und Zwickau.
Später arbeitete er als Industriearbeiter und als Angestellter der AOK Chemnitz, bevor er 1909 bis 1912 Bezirksleiter des Deutschen Gärtnerverbandes in Frankfurt wurde. 1912 wurde er Arbeitersekretär in Wiesbaden und 1915 bis 1918 Frontsoldat.

## Politik
Otto Witte war seit 1904 Mitglied der SPD und der Gewerkschaften. Ab 1909 war er Gauleiter des deutschen Gärtnerverbandes in Frankfurt.

### Weimarer Republik
1918/1919 wurde Witte Vorsitzender des Soldatenrates Wiesbaden. 1920 wurde er dann für die SPD in den Nassauischen Kommunallandtag, das Parlament des Bezirksverbands Nassau, eines der beiden Bezirksverbände der Nassau, gewählt. 1919 bis 1924 war Witte Stadtverordneter in Wiesbaden und dort Vorsitzender der SPD-Fraktion.
1920 wurde Witte kommissarischer Abteilungsleiter bei der nassauischen Provinzialverwaltung in Wiesbaden und 1922 Landesrat Leiter der Landeswohlfahrtsamtes. Als Vorsitzender des „Deutschen Abwehrkommandos gegen den Separatismus“ wird er 1923 durch die französische Besatzungsmacht für einige Monate ausgewiesen. Zwischen 1926 und 1933 war er Vertreter der Provinz im Reichsrat. Zwischen dem 6. November 1926 und dem 22. Juni 1933 war er Mitglied des Reichstags für den Wahlkreis 19 (Hessen-Nassau).
Nach der Machtübernahme der Nationalsozialisten verlor er seine Parlamentsmandate, wurde nach Hamburg ausgewiesen und insgesamt 22-mal verhaftet. Von August 1944 bis April 1945 war er KZ-Häftling im KZ Fuhlsbüttel.

### Nach 1945
Nach dem Zweiten Weltkrieg wurde Witte von der amerikanischen Besatzungsbehörde zum Mitglied des Beratenden Landesausschusses ernannt. Vom 15. Juli 1946 bis zum 30. November 1946 war Witte gewähltes Mitglied und Präsident der Verfassungberatenden Landesversammlung. Vom 1. Dezember 1946 bis zum 16. Dezember 1954 war Otto Witte Mitglied und Präsident des Hessischen Landtags. Von 1946 bis zu seiner Auflösung
1953 leitete Witte den Bezirksverband Nassau als Landeshauptmann.
Vom 10. März 1947 bis zum 30. September 1949 war er Mitglied des parlamentarischen Rates beim Länderrat der amerikanischen Zone. 1949 und 1954 war Otto Witte Mitglied der Bundesversammlung.

## Ehrungen
- Ehrenbürger der Universität Frankfurt
- 1953: Großkreuz der Bundesrepublik Deutschland
- Die Otto-Witte-Straße in Wiesbaden ist nach ihm benannt.